# Rhododendron ericoides
Rhododendron ericoides är en ljungväxtart som beskrevs av Low och Joseph Dalton Hooker. Rhododendron ericoides ingår i släktet rododendron, och familjen ljungväxter. Utöver nominatformen finns också underarten R. e. silvicolum.

## Bildgalleri

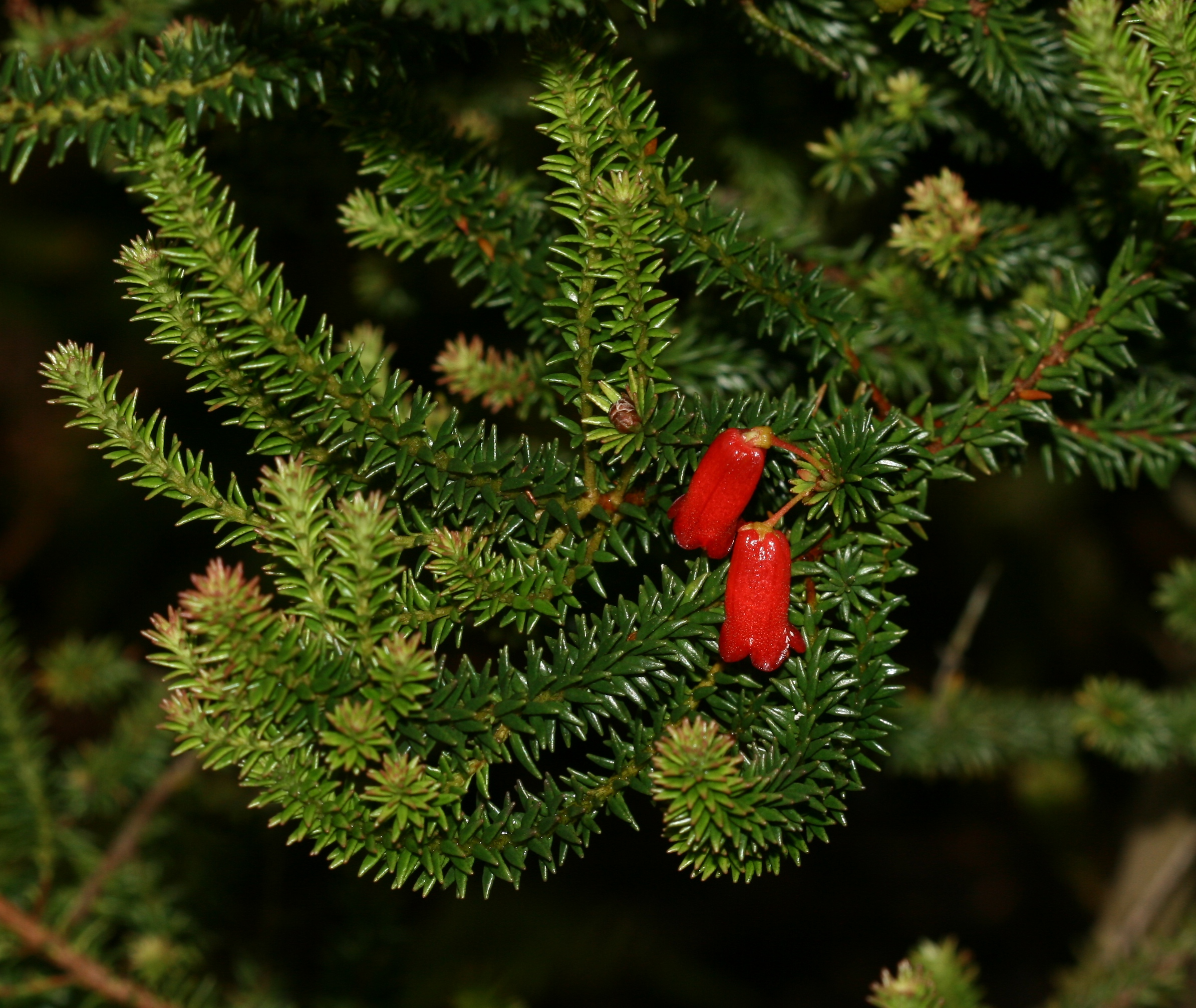
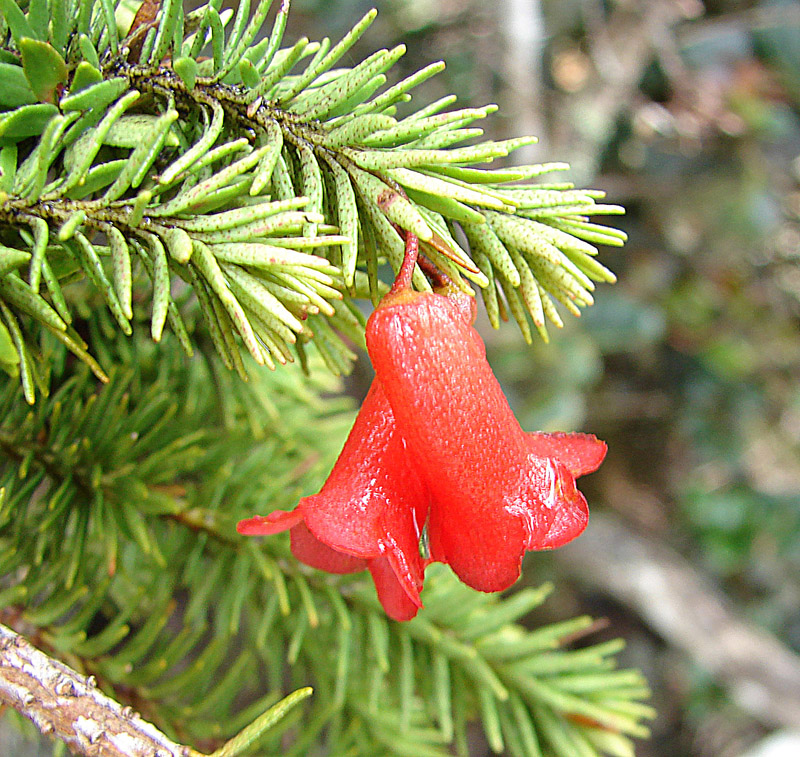